# 国鉄31系電車

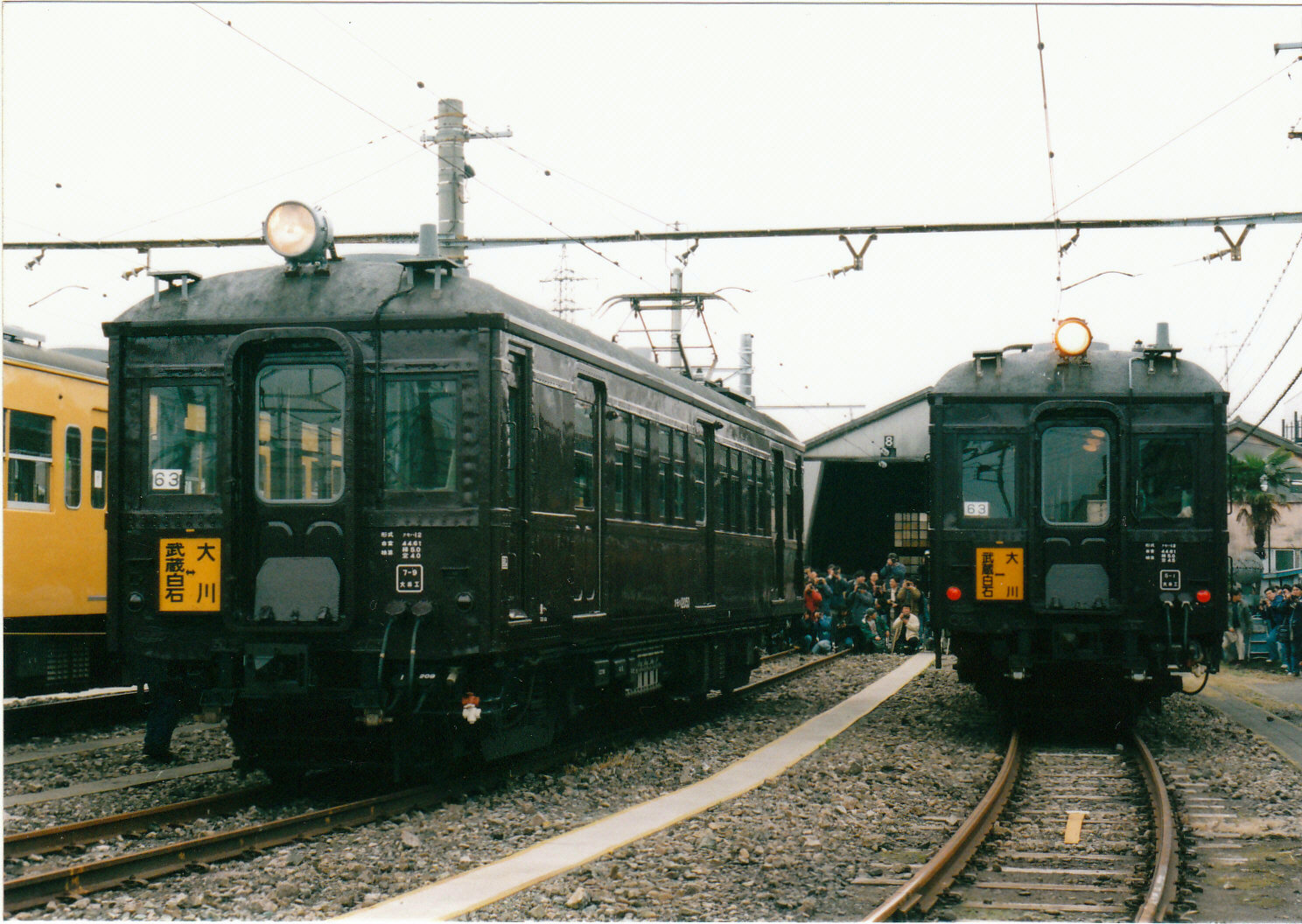
鶴見線で1996年まで使用されていたクモハ12052・12053

国鉄31系電車（こくてつ31けいでんしゃ）は、1929年（昭和4年）から1931年（昭和6年）にかけて日本国有鉄道の前身である鉄道省が製造した、車体長17 m級3扉ロングシートの旧形電車を便宜的に総称したものである。
具体的には、三等制御電動車のモハ31形（31001 - 31104）、二等付随車のサロ37形（37001 - 37012）、三等制御車のクハ38形（38001 - 38019）、三等付随車のサハ39形（39001 - 39029）の4形式164両を指す。

## 構造
1926年（大正15年）から1928年（昭和3年）にかけて製造された、鉄道省初の鋼製電車30系の改良版として製造されたものである。鉄道省の電車としては、従来のモニター屋根に代わって初めて丸屋根を採用した。また、窓の天地寸法も30系の800 mmから870 mmに拡大され、より開放的な雰囲気を高めている。それにより、窓框の床面からの高さは30系の870 mmから800 mmとされた。当初は、連結側の妻面には窓がなかったが、1930年（昭和5年）度製から通風改善のため窓が設置された。
雨樋は、車両限界の関係から30系と同様に取り付けられず、扉上に水切りが設けられただけであったが、車両限界の拡大された1930年度の増備車から取付けが開始され、1929年度製造車についても後に取り付けられた。前面の屋根と車体の継ぎ目のラインは、30系が弧を描いていたのに対し、本系列は直線である。屋根上の通風器は、ガーランド形が6個（モハ31形は5個）車体中心線上に配置された。前照灯は幕板部に取り付けられていたが、1935年（昭和10年）頃から屋根上に移設された。

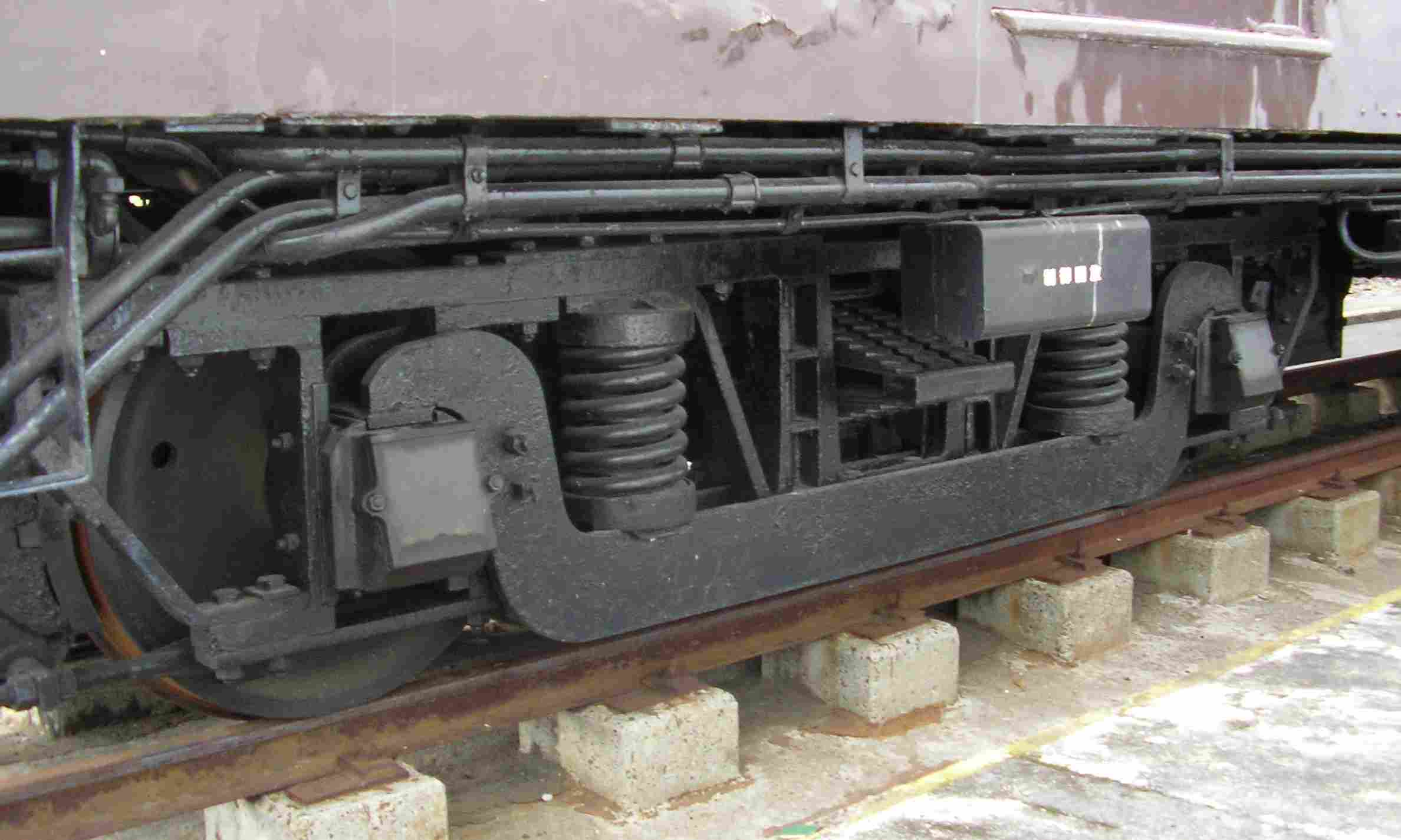
DT11形台車。平鋼リベット組立構造のイコライザー式台車。（クモハ12054。佐久間レールパークにて）

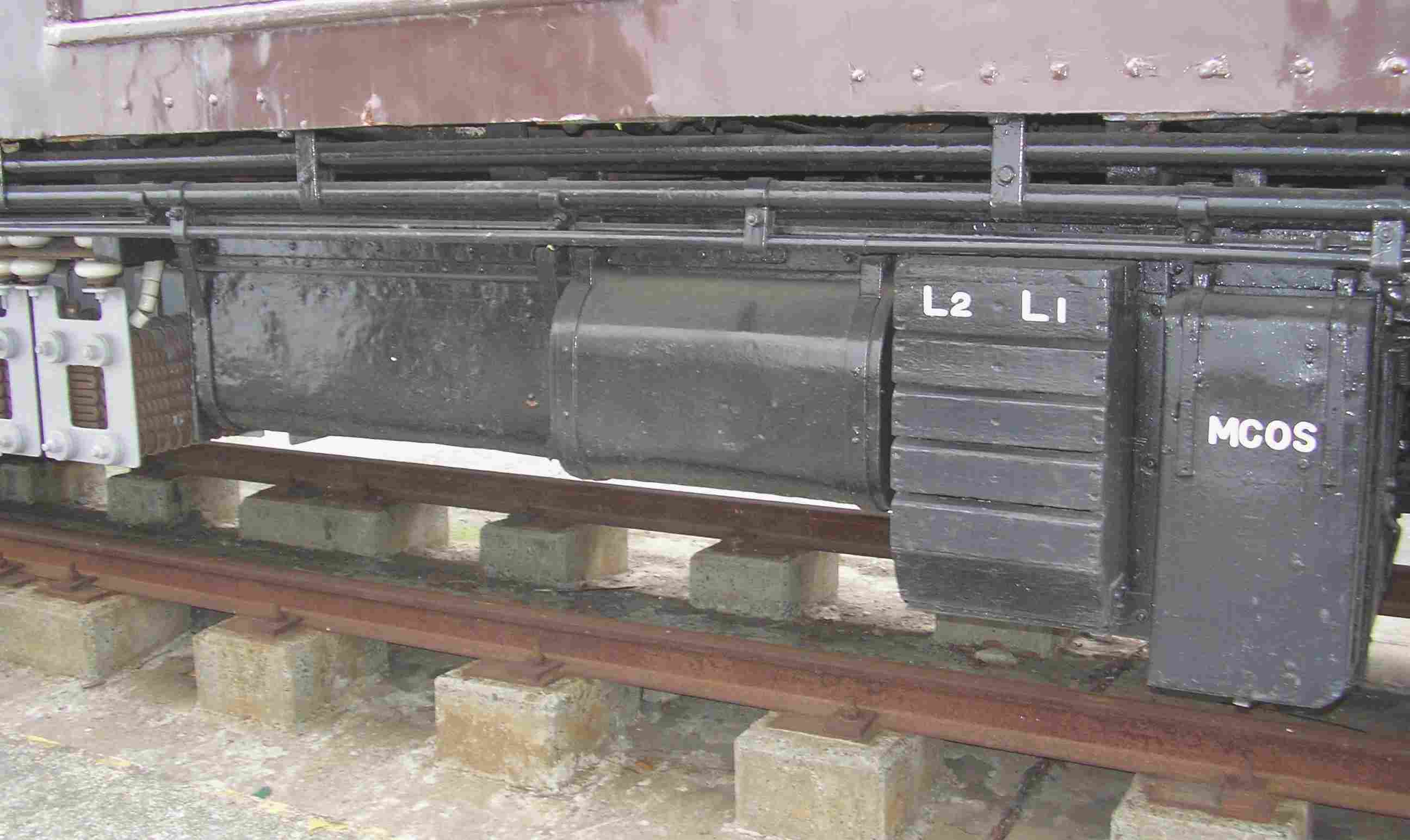
CS5形・電空カム軸式主制御器。この個体は芝浦製作所製で「RPC制御器」の銘板が付いている。（クモハ12054。佐久間レールパークにて）

台枠と走行機器については、30系の1928年（昭和3年）製造車の仕様をほぼそのまま受け継いでおり、台枠は中央部の幅を広くした魚腹形（UF20）、台車は釣合梁式の動力台車がTR22(DT11)、付随台車がTR21、主電動機は出力100 kWのMT15、主制御器は電磁空気カム軸式のCS5形、ブレーキ装置も自動空気ブレーキである。台枠については、1931（昭和6）年度製から魚腹形を廃した溝形台枠（モハ31形はUF24、サロ37形はUF21、サハ39形はUF26）に移行し、車体端部の裾形状が変わった（1929〈昭和4〉・1930〈昭和5〉年度製は側面部でクランク形に下がって妻部に繋がる形状、1931（昭和6）年度製は直線のまま妻部に至り妻部で斜めに下がる形状）。また、1931（昭和6）年度製は車体の組立てに電気溶接を導入したため、リベットの数が大幅に減少している。付随台車は1930（昭和5）年度製から軸ばね式のTR23に移行している。

## 基本形式
京浜線に集中投入された30系に対し、本系列は山手線や中央線にも直接投入された。モニター屋根の老朽木造車の多かった両線において、鋼製丸屋根の新造車である本系列は、まさに「掃き溜めに鶴」の存在で、乗客は先を争ってこの31系電車に乗車したという。これにより、中央線に配置されていた老朽木造車のモハ1形が廃車された。

### モハ31形
モハ31形は、本系列の基幹となる制御電動車で、1931年までの3年間に104両が製造された。側面窓配置はd1D22D22D2である。本形式の年次ごとの製造状況は次のとおりで、奇数番号車は上り向き、偶数番号車は下り向きである。このうち、1929年製の各社1両（31020, 31041, 31053）は、軽金属扉を試用していた。また、1930年製の31058は溶接を試用したためリベットの少ない変型車であった。
- 1929年度（53両）
  - 川崎車輛（20両） : 31001 - 31020
  - 日本車輌製造本店（23両） : 31021 - 31043
  - 汽車製造東京支店（10両） : 31044 - 31053
- 1930年度（16両）
  - 日車本店（8両） : 31054 - 31061
  - 汽車支店（8両） : 31062 - 31069
- 1931年度（35両）
  - 日車本店（13両） : 31070 - 31082
  - 川崎車輛（9両） : 31083 - 31091
  - 日車東京支店（7両） : 31092 - 31098
  - 田中車輛（6両） : 31099 - 31104

### サロ37形
サロ37形は、30系のサロ35形の後継となる二等付随車で、1929年度および1931年度に12両が製造された。車内の配置はサロ35形同様の車端部および戸袋部がロングシート、扉間がボックスシートで、窓配置も同様の2D22222D2である。1929年度製の台車は、どういう訳か1928年度製サロ35形よりも古いタイプの球山形鋼を使用したTR11を履いていたが、37001 - 37004の4両は1934年（昭和9年）に連結器を密着型に交換した際に、39005 - 39008の履くTR21と相互に振替えた。1931年度製は前述のとおり軸ばね式のTR23であるので、わずか12両の所帯でありながら、台車の種類は3種に及ぶこととなった。1929年度製の37009は、軽合金製扉を試用していた。本形式の年次ごとの製造状況は次のとおりである。
- 1929年度（9両）
  - 田中車輛（9両） : 37001 - 37009
- 1931年度（3両）
  - 田中車輛（3両） : 37010 - 37012

### クハ38形
クハ38形は、鉄道省の鋼製電車としては初めての制御車で、1930年度に19両が製造された。窓配置や車内の様子は、モハ31形の同年度製と同様で、台車は軸ばね式のTR23である。本形式の製造状況は次のとおりで、奇数番号車は上り向き、偶数番号車は下り向きである。
- 1930年度（19両）
  - 川崎車輛（13両） : 38001 - 38013
  - 日車本店（6両） : 38014 - 38019

### サハ39形
サハ39形は、30系のサハ36形の後継となる三等付随車で、1931年度に29両が製造された。そのため、本形式の台枠は溝形のUF26、台車は軸ばね式のTR23、車体はリベットの少ないタイプである。窓配置は2D22D22D2。製造状況は次のとおりである。
- 1931年度（29両）
  - 汽車支店（13両） : 39001 - 39013
  - 日車支店（9両） : 39014 - 39022
  - 田中車輛（7両） : 39023 - 39029

## 戦前の改造

### 特別修繕
新製から10年程度を目処に行なわれる更新修繕で、1937年（昭和12年）に事故復旧を兼ねてモハ31形1両、1940年（昭和15年）から1943年（昭和18年）までにモハ31形75両、サハ39形16両、1940年（昭和15年）にサロ37形が格下げ改造（後述）と併施で実施された。
1937年の事故復旧による2両（31021, 31022）は妻面に窓を明け、31021と31074は試作的に屋根上の通風器を増設して3列とした。その後、更新修繕と併施で妻面への窓増設と通風器の3列化は継続して行なわれたが、全車に及ぶことなく中止された。

### オリンピック試験塗装
1940年に、皇紀2600年を記念して開催される予定だった東京オリンピックに協賛して、省電に特別塗装を施すことになった。試験塗装車はA案、B案の2種が登場したが、本系列に実施されたのは、1937年10月からウィンドウシルから上部をクリーム色、車体下部をえび茶色にしたB案である。
31101 - 39021 - 37011 - 39022 - 31102, 31094, 31095（蒲田電車庫）
31085 - 39004 - 31086（三鷹電車庫）
また、三鷹電車庫の3両編成では室内拡声器が試験的に取付けられたが、架線と誘導電流により雑音が多く、実用に耐えるものではなかったようである。

### サロ37形の格下げ
1937年（昭和12年）に日中戦争が勃発し戦時体制となったことから、1938年（昭和13年）10月31日限りで、省電は関西急電と横須賀線を除いて二等車の連結が中止された。本系列に属するサロ37形のうち37001と37002の2両は予備車として二等車の残存した横須賀線に転属し、貫通扉の引戸化と貫通幌の整備が行なわれた。
他の10両は中央線へ転属の上、車内設備はそのままで三等車代用として使用されたが、1941年（昭和16年）には車体中央部に扉を増設し、3扉ロングシート化のうえサハ39形に編入されることとなった。改造は1941年5月から10月にかけて行なわれ、上記の2両を除いた10両が改造された。オリジナルのサハ39形とはほぼ同じ形態となったが、戸袋の方向やリベットの多い車体や台車など、オリジナル車とは容易に識別が可能であった。番号の新旧対照は次のとおりである。
35003 - 35012 → 39032 - 39039, 39030, 39031

## 戦後の状況
太平洋戦争中の酷使により鉄道車両の多くは荒廃し、米軍の空襲により多くの車両が焼失した。終戦後は旅行の制限がなくなったことにより、さらに混雑が激化し、車両の荒廃も加速度的に進んでいった。戦後の混乱も沈静化した1949年（昭和24年）から1952年（昭和27年）にかけて、更新修繕が行なわれ、戦前同様の状態に復していった

### 戦災廃車
東京で使用された本系列は、太平洋戦争末期の米軍による空襲により、多数が被災し廃車された。その数はモハ31形25両、クハ38形7両、サハ39形14両の計46両におよび、製造総数の4分の1強にあたる。特に1945年（昭和20年）4月13日の池袋電車区、4月15日の蒲田電車区の焼失は夜間であったため被害が大きく、5月25日の空襲でも運行中の列車が被災した。
また、この時期にモハ31形6両、サハ39形2両が事故により廃車となっている。これらは、オハ70形客車として復旧されたほか、多くが私鉄に払下げられた。戦災および同時期の事故により廃車になった車両と、その後の処遇について次に掲げる。
- モハ31形（戦災25両+事故6両）
  - 31012 - オハ70 67 → スニ73 19 → オエ70 48
  - 31014 - オハ70 93 → スニ75 92
  - 31015 - 東芝府中工場
  - 31019 - 西武鉄道モハ327 → モハ325 → モハ321 → モハ331 → モハ337
  - 31020
  - 31021 - 京成電鉄クハ2016 → 新京成電鉄サハ2016
  - 31023
  - 31024 - 伊豆箱根鉄道モハ62
  - 31025 - 西武鉄道モハ330 → モハ340
  - 31027 - 西武鉄道モハ329 → モハ339（1967年廃車）
  - 31030
  - 31032 - 西武鉄道モハ331 → モハ341 → クハ1307 → クハ1308
  - 31036 - 三井芦別鉄道サハ1（1949年） → ナハニ1（1957年） → 廃車（1970年）
  - 31038 - 西武鉄道モハ324 → モハ326 → モハ336 → モハ342 → クハ1305
  - 31041 - 西武鉄道モハ321 → モハ325 → モハ321 → モハ335
  - 31044 - 西武鉄道モハ332 → モハ342 → モハ336
  - 31052 - 三井芦別鉄道サハ2（1949年） → ナハニ2（1957年） → 廃車（1971年）※譲受側の記録では31070（戦災廃車されていない）である。
  - 31062 - 西武鉄道モハ328 → モハ338 → クモニ4（1977年廃車）
  - 31066（事故） - 相模鉄道モハ1304 → モハ2007 → 伊豆箱根鉄道モハ164
  - 31071 - 西武鉄道モハ327 → モハ337 → モハ331
  - 31075 - 東芝府中工場
  - 31077 - 西武鉄道モハ323 → モハ325 → モハ323 → モハ333（1969年廃車）
  - 31080 - 西武鉄道モハ322 → モハ324 → モハ334（1969年廃車）
  - 31081（事故） - 西武鉄道モハ343 → クハ1306
  - 31083（事故） - 東武鉄道クハ452 → クハ458 → クハ3664 → 上毛電気鉄道クハ364
  - 31084（事故） - 東武鉄道クハ456 → クハ457 → クハ3454
  - 31087（事故） - 東京急行電鉄デハ3601
  - 31093（事故） - オハ70 111 → スニ73 25 → オエ70 5
  - 31099 - 東武鉄道クハ450 → クハ451 → クハ3661
  - 31103 - 台車を宮城電気鉄道モハ801に流用
  - 31104 - 台車を宮城電気鉄道モハ901に流用。車体（実車の形状は1931年製に該当していない）は、三井芦別鉄道サハ3（1949年） → ナハニ3（1957年）→ 廃車（1964年）

- クハ38形（戦災7両）
  - 38001
  - 38002
  - 38003 - オハ70 45 → スニ75 91
  - 38006
  - 38008 - オハ70 52 → スニ75 108 → オエ70 7
  - 38012
  - 38016

- サハ39形（戦災14両+事故2両）
  - 39001
  - 39002 - オハ70 69 → スニ73 21 → オエ70 38
  - 39004 - オハ70 47 → スニ73 28
  - 39005
  - 39010（事故）
  - 39012 - オハ70 65 → スニ73 17 → オエ70 10
  - 39015 - オハ70 64 → スニ73 16 → オエ70 26
  - 39019（事故） - 東京急行電鉄デハ3609 → 定山渓鉄道モハ2201（1969年廃車）
  - 39020 - オハ70 89 → スニ75 97
  - 39025
  - 39029 - オハ70 66 → スニ73 18
  - 39030(37011)
  - 39031(37012) - オハ70 90 → スニ75 106 → オエ70 55
  - 39034(37005) - オハ70 98 → スニ75 110 → オエ70 57
  - 39037(37008) - 京成電鉄クハ2013 → 新京成電鉄サハ2013
  - 39038(37009) - 京成電鉄クハ2012 → サハ2012

### 連合軍専用車
終戦によって日本は連合国によって占領されることとなり、沿線に海軍基地のある横須賀線に転属していたサロ37001, 37002の2両は、1946年9月に全室連合軍専用車に指定され、白帯車となった。同年12月に半室指定、翌1947年2月に再び全室指定となり、1949年7月に指定が解除され、二等車に復帰した。

### モハ31形の電装解除
省電は、戦中戦後の酷使により荒廃し、多くの不可動車を出していたが、1948年10月から1949年（昭和24年）9月にかけて、モハ31形の一部を電装解除して制御車とするとともに、使用可能な電気部品を大型車の修繕用に振り向けることとした。これにより、5両が電装解除されている。
電装解除された車両は、形式番号を変更しないまま、記号を「クモハ」（クは左上に小書き）としていたが、モハ31形の制御車代用では運用上好ましくないことから、1949年10月、正式にクハ38形へ編入し、38200 - 38204に改番された。台車はオリジナル車のTR23に対して、本グループは釣合梁式のTR22(DT11)のままであり、容易に見分けがつく。番号の新旧対照は、次のとおりである。
- 31026 → 38200（?）
- 31003 → 38201 汽車
- 31034 → 38202（?）
- 31039 → 38203 東急
- 31054 → 38204 東急

### 更新修繕

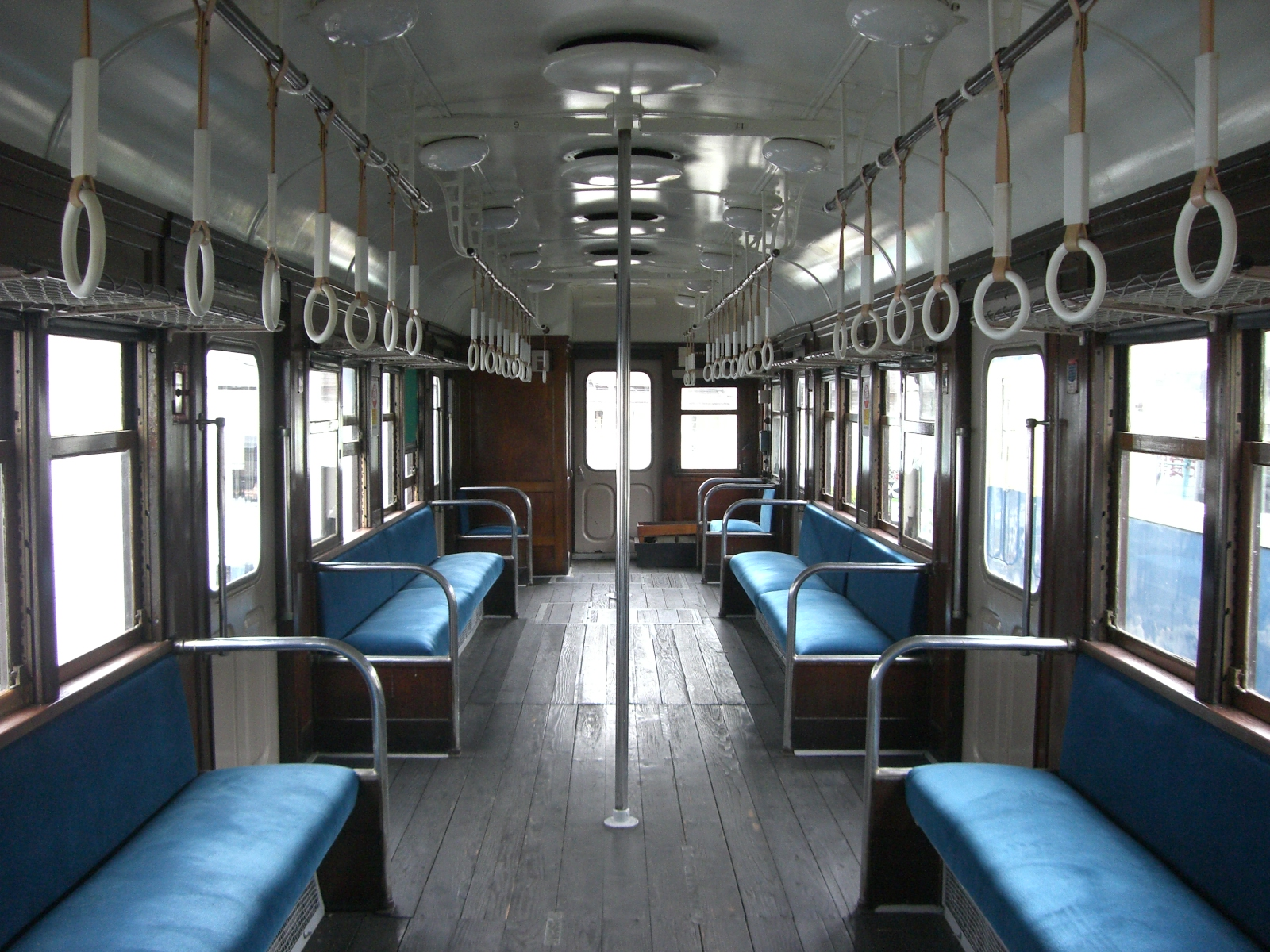
更新修繕II実施後の車内
(クモハ12054)

戦中戦後の酷使によって疲弊荒廃した電車を戦前の水準にまで戻すため、本系列に対しても1950年（昭和25年）から更新修繕が行なわれた。これにより、戦時中に撤去された座席の復元や、シートモケットの整備、扉の鋼板プレス製への交換が行なわれた。修繕はモハ31形、クハ38形に対しては1950年から翌年にかけて大井工場で、サハ39形に対しては1950年度に大宮工場で施工された。
さらに1954年（昭和29年）からは、桜木町事故の教訓を活かす形で、更新修繕IIが実施され、屋根上通風器のグローブ形への交換、車端部貫通路の引戸化と貫通幌整備、絶縁の強化などが行なわれた。運転台付きの車両では、初期の更新車を除いて雨樋の曲線化と幕板への運行番号表示窓設置が行なわれ、スタイルは一変した。

### モハ31形を両運転台に改造
1950年11月から翌年3月にかけ、山手線および仙石線の増結用として、更新修繕Iと併施でモハ31形の後位に運転台を新設して、両運転台化する改造が大井工場で行なわれた。既設の前位側運転台は非貫通型のままであるが、後位側は貫通型のまま全室運転台が設置された（34039は増設側非貫通）。前面の雨樋は、後位運転台次位の窓は戸袋であったため、この部分に幅900 mmのシートが残っている。
改造は9両に対して実施され、モハ34形に編入の上、34031 - 34039に付番された。番号の新旧対照は、次のとおりである。
- 31037 → 34031
- 31006 → 34032
- 31049 → 34033
- 31050 → 34034
- 31051 → 34035

- 31022 → 34036
- 31059 → 34037
- 31056 → 34038
- 31067 → 34039

上記のうち、34031と34033が仙石線用、それ以外が山手線用である。仙石線用の34031は、半室が連合軍用として使用されることとなり、記号も「モロハ」に変更された。1953年改番後の1957年（昭和32年）4月までこの状態で使用された。
12013(34034)、12014(34035)、12016(34037)、12018(34039)は、1956年に豊川分工場で施行された更新修繕IIにより、前位側運転台の雨樋は曲線にされたが、増設側は直線のままであった。1957年12月から翌年11月に幡生、盛岡の両工場で更新修繕を施工されたものは、既設側の雨樋も直線で、12010(34031)は増設側の貫通扉も埋めてしまった。

## 1953年車両形式称号規程改正による変更
1953年（昭和28年）6月1日に施行された車両形式称号規程改正により、車体長17 m級の電車は、形式10 - 29に設定されたため、本系列に属するモハ31形、サロ37形、クハ38形、サハ39は、その時点で残存していた全車が改番の対象となった。
この改番により、車体長17 m級3扉ロングシートの電車はその出自に関わりなく、三等中間電動車はモハ10形（2代。本系列に該当車なし）、片運転台の三等制御電動車はモハ11形、両運転台の三等制御電動車はモハ12形、三等制御車はクハ16形、三等付随車はサハ17形、二等付随車はサロ15形に統合された。ただし、番台による区分が設けられ、他系列の車両と区別された。区分の詳細については、各形式の節で記述する。なお、モハ10形については、本系列に該当車は存在しない。

### モハ11形

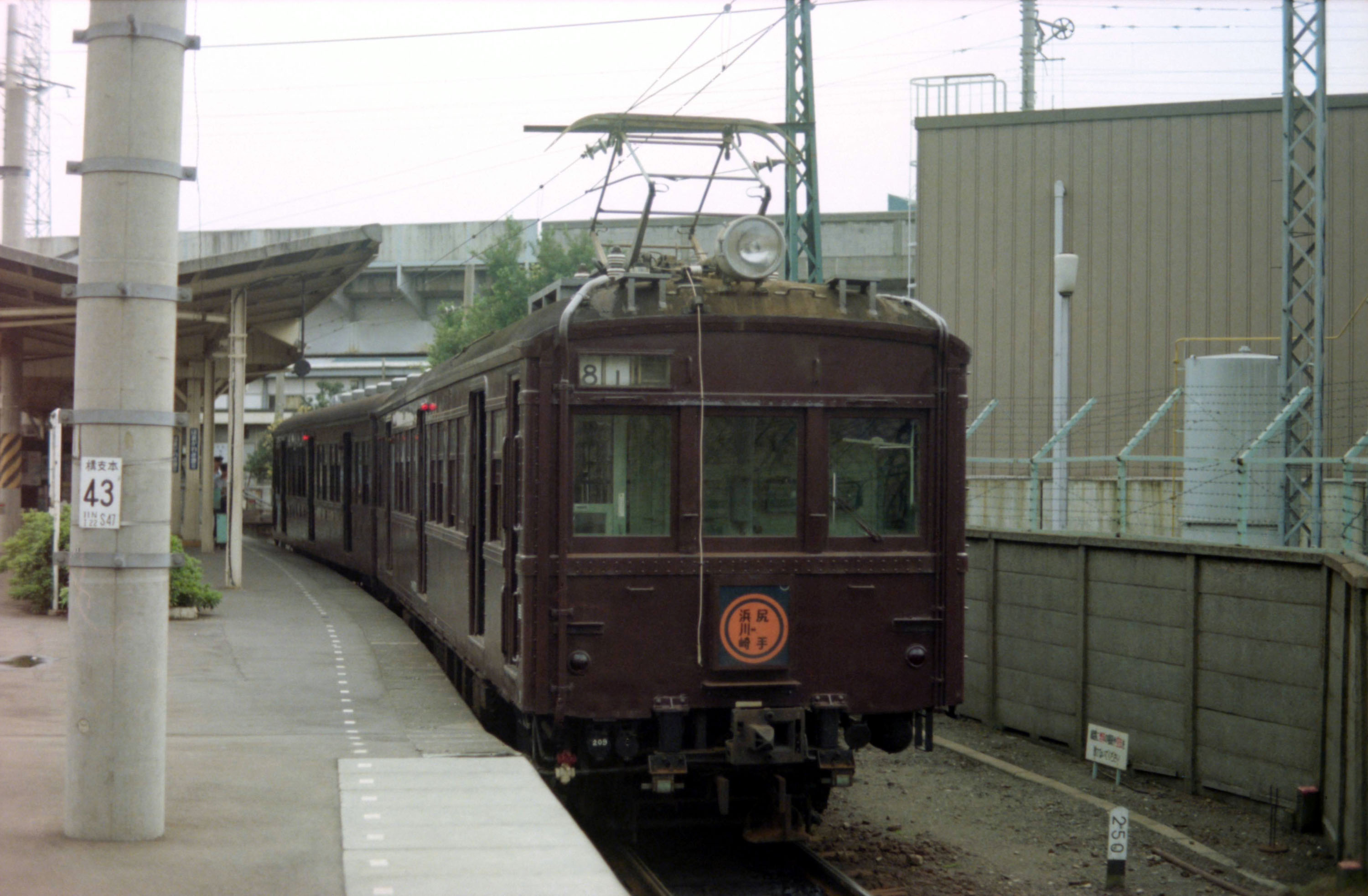
クモハ11形200番台（旧モハ31形、手前）1980年 浜川崎駅

モハ11形は、車体長17 m級3扉ロングシート片運転台の制御電動車に与えられた形式で、モハ31形の他にモハ30形、モハ33形、モハ50形がモハ11形に統合されている。旧モハ31形は11200から奇数番号車と偶数番号車をそれぞれ詰める形で付番されたが、魚腹形台枠の1929年度、1930年度製と溝形台枠の1931年度製は一応区分されており、魚腹形台枠車の最終番号（11241）の後に続ける形で11242から、溝形台枠車が並べられている。この時点で残存していた59両がモハ11形となった。番号の新旧対照は次のとおりである。
- 31002 → 11200
- 31001 → 11201
- 31004 → 11202
- 31005 → 11203
- 31008 → 11204
- 31007 → 11205
- 31010 → 11206
- 31009 → 11207
- 31016 → 11208
- 31011 → 11209
- 31018 → 11210
- 31013 → 11211
- 31028 → 11212
- 31017 → 11213
- 31040 → 11214

- 31029 → 11215
- 31042 → 11216
- 31031 → 11217
- 31046 → 11218
- 31033 → 11219
- 31048 → 11220
- 31035 → 11221
- 31058 → 11222
- 31043 → 11223
- 31060 → 11224
- 31045 → 11225
- 31064 → 11226
- 31047 → 11227
- 31068 → 11228
- 31053 → 11229

- 31055 → 11231
- 31057 → 11233
- 31061 → 11235
- 31063 → 11237
- 31065 → 11239
- 31069 → 11241
- 31070 → 11242
- 31073 → 11243
- 31072 → 11244
- 31079 → 11245
- 31074 → 11246
- 31085 → 11247
- 31076 → 11248
- 31089 → 11249
- 31078 → 11250

- 31091 → 11251
- 31082 → 11252
- 31095 → 11253
- 31086 → 11254
- 31097 → 11255
- 31088 → 11256
- 31101 → 11257
- 31090 → 11258
- 31092 → 11260
- 31094 → 11262
- 31096 → 11264
- 31098 → 11266
- 31100 → 11268
- 31102 → 11270

### モハ12形
モハ12形は、車体長17 m級3扉ロングシート両運転台の制御電動車に与えられた形式で、旧形式はモハ34形である。モハ34形には、33系（40系）に属するオリジナル車（34001 - 34026）と、戦後にモハ31形から改造された34031 - 34039が存在した。31系に属する9両は、12010から付番されている。番号の新旧対照は、次のとおりである。
- 34031 → 12010
- 34032 → 12011
- 34033 → 12012
- 34034 → 12013
- 34035 → 12014

- 34036 → 12015
- 34037 → 12016
- 34038 → 12017
- 34039 → 12018

### クハ16形
クハ16形は、車体長17 m級3扉ロングシート片運転台の制御車に与えられた形式で、クハ38形とクハ65形がクハ16形に統合されている。本系列に属するのは、クハ38形0番台およびモハ31形を電装解除したクハ38形200番台である。
クハ38形は、31系がオリジナルであることから16000から付番され、モハ31形の電装解除車は16300から付番された。この時点の両数は、0番台12両、300番台5両の計17両である。番号の新旧対照は、次のとおり。
- 38004 → 16000
- 38005 → 16001
- 38010 → 16002
- 38007 → 16003
- 38014 → 16004
- 38009 → 16005

- 38018 → 16006
- 38011 → 16007
- 38013 → 16009
- 38015 → 16011
- 38017 → 16013
- 38019 → 16015

- 38200 → 16300
- 38201 → 16301
- 38202 → 16302
- 38203 → 16303
- 38204 → 16304

これらは更新修繕IIの施工とともに全面雨樋が曲線化され、運行番号表示窓が幕板に設けられたが、16005は直線のままで運行番号表示窓がなく、1955年度計画漏れの16001は雨樋が直線のまま窓の上辺を下げて運行番号表示窓を設置した変型車となった。300番台の台車は、電動車時代のDT11のままであるが、16304は大糸線時代に付随車用のTR11に交換していた。

### サハ17形
サハ17形は、車体長17 m級3扉ロングシートの付随車に与えられた形式で、サハ36形、サハ39形およびサハ75形がサハ17形に統合されている。本系列に属するのは、サハ39形である。この時点で23両が在籍しており、17200から付番された。サロ37形からの改造車はオリジナル車の続番（17218 -）とされており、特に区別をされていない。番号の新旧対照はつぎのとおりである。
- 39003 → 17200
- 39006 → 17201
- 39007 → 17202
- 39008 → 17203
- 39009 → 17204
- 39011 → 17205
- 39013 → 17206
- 39014 → 17207

- 39016 → 17208
- 39017 → 17209
- 39018 → 17210
- 39021 → 17211
- 39022 → 17212
- 39023 → 17213
- 39024 → 17214
- 39026 → 17215

- 39027 → 17216
- 39028 → 17217
- 39032 → 17218
- 39033 → 17219
- 39035 → 17220
- 39036 → 17221
- 39039 → 17222

### サロ15形
サロ15形は、車体長17 m級2扉クロスシートの二等付随車に与えられた形式で、この時点でサロ37形2両のみが該当した。番号の新旧対照は次のとおりである。
- 37001 → 15000
- 37002 → 15001

## その後の状況

### モハ12形の追加改造
1958年（昭和33年）度にモハ11形200番台を種車に9両の追加改造が行なわれた。これらは、大井工場の入換用および広島鉄道管理局管内の電化ローカル線（可部線、宇部線・小野田線）の閑散時単行運転用に改造されたものである。番号の新旧対照は次のとおりである。
- 11254 → 12019 OY
- 11217 → 12020 HB
- 11257 → 12021 HB
- 11215 → 12022 HB
- 11237 → 12023 HB

- 11239 → 12024 HB
- 11241 → 12025 HB
- 11247 → 12026 HB
- 11253 → 12027 HB

上記のうち12019は大井工場内の入換専用で、増設側運転台には仕切りがなく、乗務員室扉も設けられていないが、誘導用の足掛けと手すりが設けられている。12020と12021は可部線用、12022 - 12027は宇部・小野田線用である。このうち、可部線用の2両は増設側運転台の乗務員室扉の高さが低く、ウィンドウヘッダーまでしかない。これらは、1950年度改造車の増設側運転台貫通扉が開き戸であるのに対し、引戸のまま残されている。

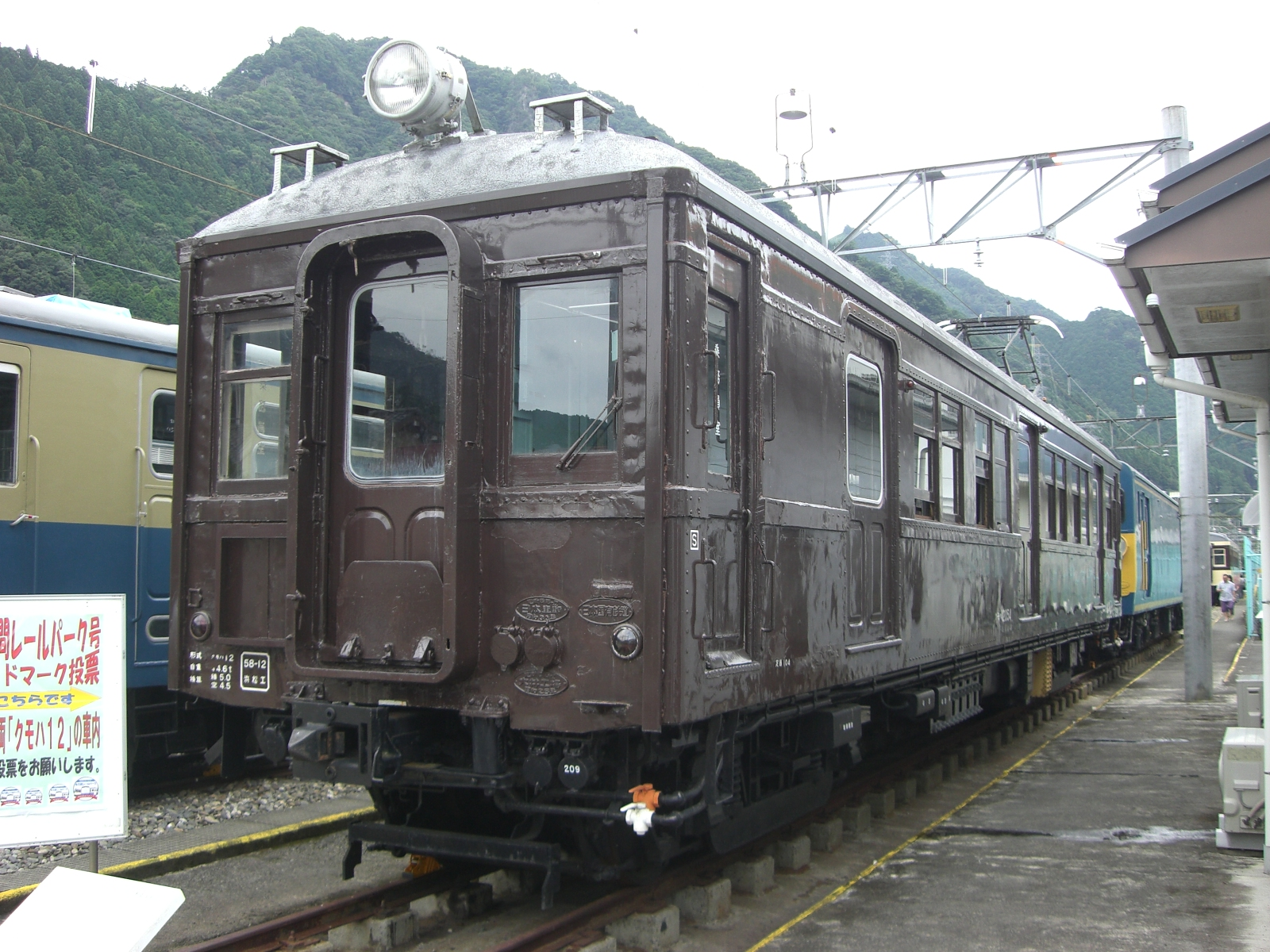
クモハ12054
（佐久間レールパーク）

1959年には鶴見線の単行運転用として6両がクモハ12形に改造された。こちらは、増設側運転台が片隅式のボックス式で、直後に幅580 mmの1人掛けシートが設けられていた。こちらも増設側の貫通扉は引戸のままである。番号の新旧対照は次のとおり。
- 11200 → 12050 OY
- 11201 → 12051 OY
- 11210 → 12052 OY

- 11256 → 12053 OY
- 11246 → 12054 OY
- 11260 → 12055 OY

### 交流試験車への改造
1959年5月に、支線区での交流電化（50 Hz / 20 kV）の実用化のための試験車として、モハ11形2両（11250, 11255）が日本初の交流用電車に改造された。簡易式の交流専用電車であるため、駆動方式は現在の気動車の駆動方式である液体式であり、ディーゼルエンジンを単相交流電動機に置き換えた以外はほぼ同じであった。また、抑速ブレーキには、回生ブレーキを使用している。この2両の他、単相交流整流子電動機を駆動するモヤ94000（後のクモヤ791-1、60 Hz / 20 kV）が新製され、比較が行なわれた。
11250は、車体は大井工場、電装品は日立製作所で製作しており、駆動方式は、交流電源を主変圧器で400 Vに降圧した後に車体床下に設置された出力130 kWの交流電動機を定速回転させて、液体変速機で速度制御された後にシャフトと台車に装備された逆転機を介して1軸を駆動させるトルコン式である。起動停止は気動車で使用されていたクラッチを使用せず、液体変速機のトルクコンバーターの油を出し入れすることで行う。車体は、後位に運転台を新設して両運転台とするとともに、各扉にはステップが取りつけられた。前面は大幅に形状が変更され、正面はHゴム支持の3枚連続窓とし、前面窓部分のコーナー部は面取りした上でその部分に縦長の小判形の小窓を設けた特徴的な形状となった。屋根は完全に張り替えられ、妻部は完全な切妻となり、前照灯は幕板部に埋め込まれた。集電装置は他に類例のない特異な形状（ビューゲルの上から1/3の部分に関節を設け、そこから上部を垂直に立ち上げたような形）のZ形パンタグラフである。外板は交流用を表すため赤色に塗られ、前面窓下と幕板にはクリーム色の警戒色が入れられた。台車は駆動方式の変更によりDT11Hとなった。
11255は、車体は近畿車輛、電装品は三菱電機製で、駆動方式は、交流電源を主変圧器で400 Vに降圧した後に車体床下に設置された出力134 kWの交流電動機を定速回転させ、液体継手を介して磁星変速機（電磁クラッチ付き遊星歯車変速機）で速度制御された後にシャフトと台車に装備された逆転機を介して1軸を駆動させるものである。磁星変速機は戦前の満鉄気動車で使用実績がありその設計を流用したものだった。特異な外観を持つ11250と異なり車体形状は極めて一般的で、前面はそれぞれが独立したHゴム支持の3枚窓、集電装置も一般的な菱形パンタグラフである。台車は駆動方式の変更によりDT11Mとなった。
両車とも作並機関区に配置され、試験的に交流電化された仙山線で各種試験に供され営業運転も行われたが、いずれも長大編成による運転に適さない上保守上も難点が多かったことから、試験開始直後から研究自体は放棄されたも同然の状態になっていた。
後述する1959年の車両形式称号規程改正ではクモヤ790形に定められ、11250はクモヤ790-1、11255はクモヤ790-11に改番されたが、いずれも1966年に廃車された。

### 1959年形式称号規程改正による変化
1959年6月、新性能電車および交流用、交流直流両用電車を分離する形式称号規程改正が行なわれ、その際、中間電動車と制御電動車が分離されて、制御電動車に新記号「クモ」が制定されたのにともない、モハ11形はクモハ11形に、モハ12形はクモハ12形に改められた。また、従来形式は数字のみであったが、この改正により記号と数字を合わせて形式とするよう変更されている。

### クハニ19形の制定
クハ16形の一部には、仙石線および飯田線用として1951年頃から運転台直後の客室を仕切って荷物室とした車両があったが、1959年12月にこれらをクハニ19形に改め、区別をした。これによって、14両が本形式となったが、31系に属するのは1両のみである。番号の新旧対照は、次のとおりである。
- クハ16005 → クハニ19021（荷物室設置 1952年2月 MO）

### コンテナ輸送試験車への改造

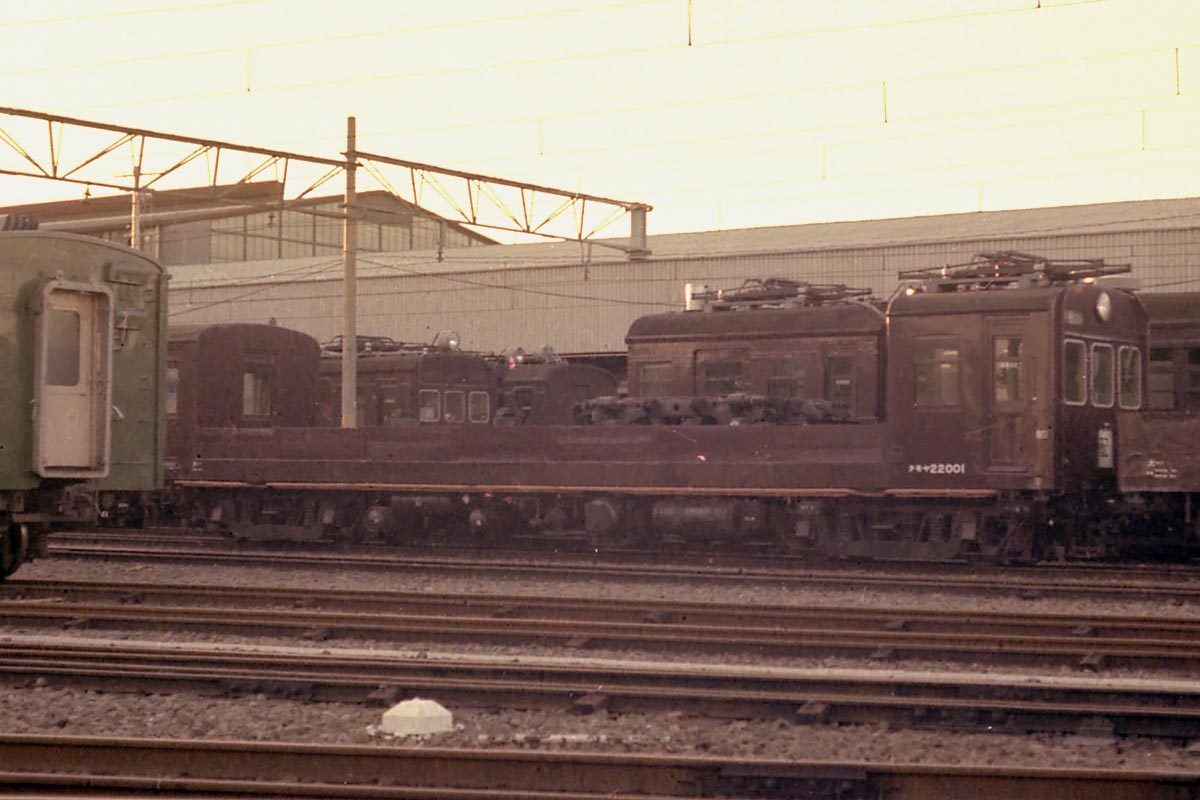
クモヤ22001。無蓋部にあおり戸が取り付けられ、配給車代用となっている。

1960年（昭和35年）4月に豊川分工場で改造製作された、新幹線貨物電車計画の実験用車両である。種車となったのはクモハ11208, 11221の2両で、改造後はクモヤ22形（22000, 22001）となった。台枠以外の旧車体はすべて撤去され、荷重18 tに対応した強化が行なわれた。車体は中央部分を無蓋、両端を有蓋構造とし、両側に運転台を設けたものが新製され、前位運転台の直後には事務室を設けて、屋根上にパンタグラフを載せている。車端部は切妻で、幕板に前照灯が埋め込まれている。無蓋部分には、5 t積コンテナ（10 ft）3個を載せられるよう、コンテナ貨車と同様の緊締装置が設けられた。外板塗色は従来どおりの茶色（ぶどう色2号）であるが、前面は黄色と茶色のV字形の縞模様とされていた。
大井工場の試験線で試験走行が行われたとみられており、またクモヤ22001は大井工場で催されたアジア向け展示会に出品された。
翌1961年（昭和36年）4月には試験が終了し、特徴的な縞模様も消されて一般的な茶色一色に変更された。22000は大船電車区に配置されて大船工場の入換用、22001は高槻電車区に配置されて無蓋部分にあおり戸を設置し、形式変更はせず配給車として使用された。しかし22000は1972年3月に、あろうことか牽引車のクモヤ22100と間違えて廃車された。もう一方の22001は1981年（昭和56年）に廃車された。

### 配給車への改造
1959年に、クモハ11形2両が車体の一部を撤去して無蓋化の上、あおり戸を設置して配給車に改造された。本系列からは、1970年（昭和45年）までに両運転台の電動車クモル23形に1両、片運転台の電動車クモル24形に5両が改造されている。番号の新旧対照および改造年、改造所は次のとおりである。
- クモハ11213 → クモル23000 OM 1959年
- クモハ11229 → クモル24012 KY 1969年
- クモハ11225 → クモル24013 TT 1970年

- クモハ11206 → クモル24020 OM 1959年
- クモハ11202 → クモル24021 OY 1967年
- クモハ11227 → クモル24022 OY 1967年

### 救援車への改造

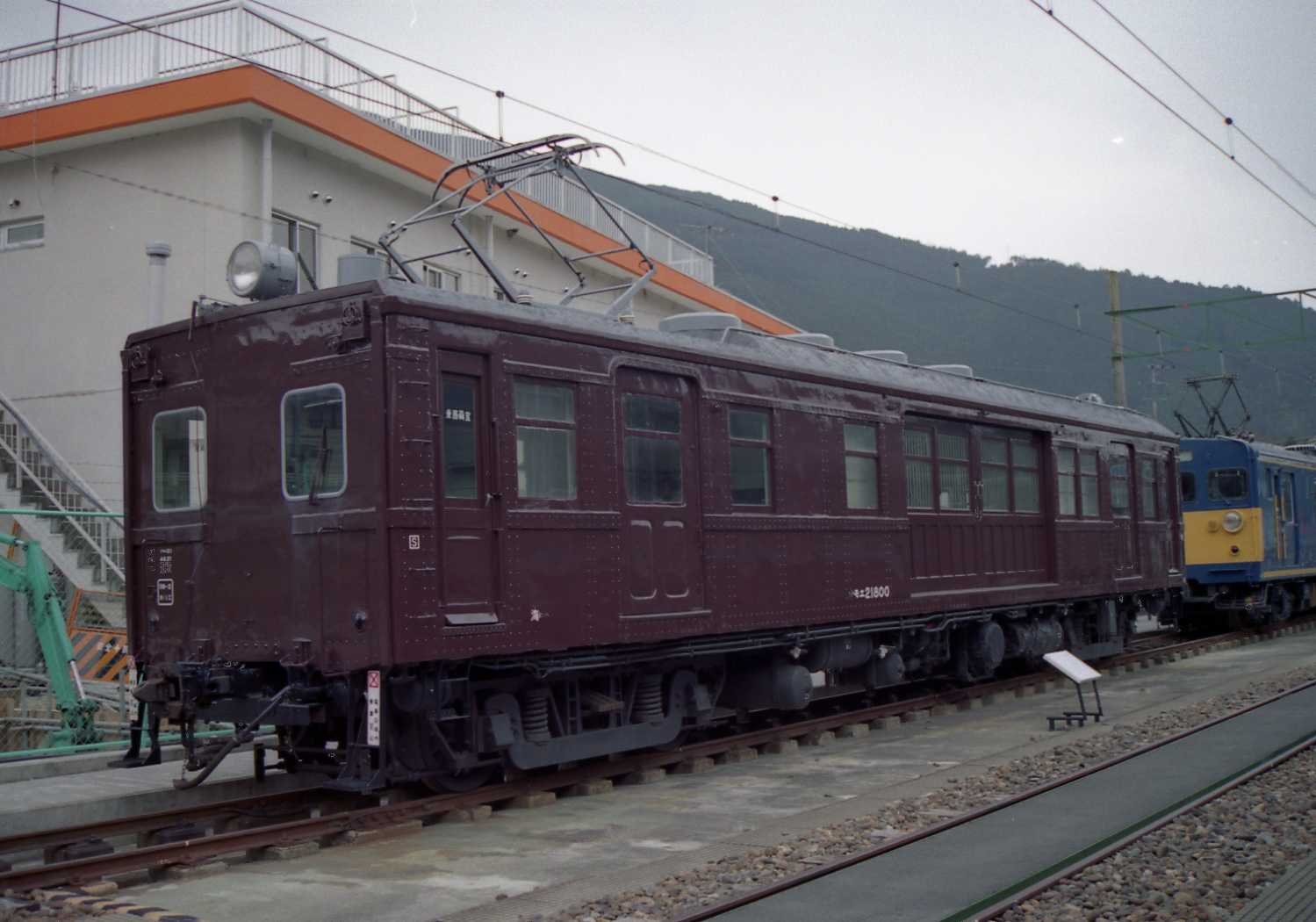
クモエ21800

1967年から、クモハ11形を種車として、クモエ21形救援車への改造が行なわれた。改造は後位にも運転台を設置し、車体中央部にホイストと大型の引戸を設けている。側面窓や扉の埋め込み、前面への荷物扉の設置など、細部の仕様は各車で異なっている。21008は中央西線中津川-塩尻間電化に伴い、パンタグラフを後位に移設の上、取付け部分の低屋根化が行なわれた。番号の新旧対照および改造年、改造所は次のとおりである。
- クモハ11226 → クモエ21004 HB 1967年
- クモハ11203 → クモエ21006 KY 1968年
- クモハ11218 → クモエ21007 OF 1969年

- クモハ11231 → クモエ21008 HM 1969年 → クモエ21800 NN 1975年
- クモハ11235 → クモエ21009 NN 1970年

### 富山港線用降圧改造
それまで社形電車（いわゆる「買収国電」）が使われていた富山港線の体質改善のため、1965年5月にクモハ11形、クハ16形のペア4本が富山第一機関区城川原支区に転入した。当時、富山港線の架線電圧は600 Vで、転用車には1500 Vからの降圧改造が行なわれた。
それらのうち、クモハ11形3両が本系列に属するもので、クモハ11224, 11228, 11242であった。これらは、1967年4月に富山港線が1500 Vに昇圧されたのにともない72系に置き換えられ、廃車された。

### 仙石線配属車の貫通化
仙石線では1960年代後半より合理化に伴う各駅無人化が進められる一方で、通勤時輸送力の増強も課題となり、陸前原ノ町以遠の複線化に着手していた。当面の対策として連結両数の増強が行われ、MT2連組成による4連運転が常態化しており、車掌業務の便と乗車効率の平均化を図るため、1963年度より旧30・31系の前面貫通扉と幌枠の設置工事がおこなわれた。
旧31系ではクモハ11226, 11227, 11243, 11245, 11251, 11252, 12010およびクハニ19021が対象で、1965年度までに順次施工されたが、うち11227については72系の転入が決まったことから、未施工のまま廃車されている。

### サロ15形の格下げ
サロ15形は、横須賀線から伊東線に移り二等車（1960年の二等級制移行後は一等車）として使用されていたが、並ロ相当の旧形一等車格下げの方針により、1963年度に二等車に格下げされた。車内設備は一等車時代のままで、記号のみ「サハ」に書き換えられた。格下げ後は宇都宮運転所に転属し、東北本線などで使用されたが、15001が1964年8月11日に矢板事故により大破し廃車。15000も1966年に廃車された。

## 廃車と現状

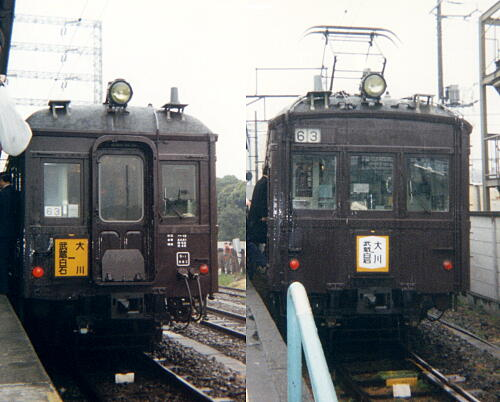
鶴見線のクモハ12形50番台

本系列は、車齢が高く収容力の小さい17 m 車体であったことから、地方や支線区への転出が進み、仙石線、南武線、青梅線、大糸線、富山港線、福塩線、可部線、宇部線・小野田線などで使用されたが、1970年代前半にはほぼ姿を消している。しかし、本系列が営業用として最も遅くまで残ったのは首都圏であり、南武支線ではクモハ11形とクハ16形が1980年（昭和55年）まで、鶴見線の大川支線ではクモハ12形が1996年（平成8年）まで使用された。
鶴見線で使用されていたクモハ12052、12053の2両は1987年（昭和62年）の国鉄分割民営化とともに東日本旅客鉄道（JR東日本）に引き継がれた。これは、大川支線が分岐する武蔵白石駅の専用ホームが急カーブ上にあり、17 m 車でなければ入線不可能であったためである。JR東日本管内最後の旧型国電として武蔵白石 - 大川間の区間運転に使用されていたが、閑散時間帯には鶴見線全線でも運用された実績もあった。しかし老朽化と補給部品などの面でも限界が近づき、対応策として1996年（平成8年）に武蔵白石駅の大川支線ホームの撤去工事を行ない、20 m 車の入線可能な線形とし、103系に置換えられることとなり、同年3月のダイヤ改正をもって定期運用から引退、3月24日にはさよなら運転を実施し営業運転を終了した。

### 廃車リスト
1959年（昭和34年）以降の廃車について、年度ごとに掲げる。
- 1962年（昭和37年）度
  - クハ16形 : 16000（東ナハ・事故廃車）

- 1963年（昭和38年）度
  - クモハ11形 : 11264（東オメ・事故廃車）
  - クハ16形 : 16303（東オメ・事故廃車）

- 1964年（昭和39年）度
  - サハ15形 : 15001（東ミヤ・事故廃車）

- 1965年（昭和40年）度
  - クモハ11形 : 11212（長キマ）、11214（静トヨ）
  - サハ17形 : 17222（岡オカ）
  - クモヤ790形 : 11（仙サミ）

- 1966年（昭和41年）度
  - クモハ11形 : 11216（長キマ）、11223（広ウヘ）、11243、11245、11251、11252（仙リハ）
  - クモハ12形 : 12010（仙リハ）
  - クハ16形 : 16301, 16304（長キマ）
  - クハニ19形 : 19021（仙リハ）
  - サハ15形 : 15000（静トヨ）
  - クモヤ790形 : 1（水カツ）

- 1967年（昭和42年）度
  - クモハ11形 : 11204, 11258, 11262, 11266（東テシ）、11220（東オメ）、11224、11228、11242（金トヤ一）
  - クハ16形 : 16011（静チウ）
  - サハ17形 : 17202、17212（東テシ）、17218、17219、17221（東ナハ）

- 1969年（昭和44年）度
  - クモハ11形 : 11219、11233（広ウヘ）
  - クモハ12形 : 12012（岡フチ）
  - サハ17形 : 17200、17201、17205、17209、17210、17213（西ナハ）、17204、17206、17208、17217（南テシ）

- 1970年（昭和45年）度
  - クモハ12形 : 12014（岡フチ）
  - クハ16形 : 16302（岡フチ）
  - サハ17形 : 17203、17207、17211、17214、17215、17216、17220（西ナハ）

- 1971年（昭和46年）度
  - クモハ12形 : 12019（南シナ）、12023、12024、12025（広ウヘ）、12050（西トタ）
  - クハ16形 : 16001、16013、16015（西トタ）
  - クモヤ22形 : 22000（南フナ）

- 1972年（昭和47年）度
  - クモハ11形 : 11209（岡オカ）

- 1973年（昭和48年）度
  - クモハ11形 : 11207、11249（南テシ）
  - クモハ12形 : 12015（岡オカ）、12020、12022（広ヒロ）、12022、12028（広ウヘ）

- 1974年（昭和49年）度
  - クモハ11形 : 11268（南テシ）
  - クハ16形 : 16002、16006（西ナハ）、16300（南テシ）

- 1976年（昭和51年）度
  - クモハ11形 : 11211（広ヒロ）
  - クモハ12形 : 12011、12017、12021、12055（広ヒロ）

- 1977年（昭和52年）度
  - クモハ11形 : 11205（広ヒロ）

- 1980年（昭和55年）度
  - クモハ11形 : 11244、11270（西ナハ）
  - クハ16形 : 16003、16007（西ナハ）
  - クモル24形 : 24012（大タツ）、24020（南シナ）
  - クル29形 : 29020、29021（南シナ）

- 1981年（昭和56年）度
  - クモハ11形 : 11222（西ナハ）、12027（広ウヘ）
  - クモエ21形 : 21007（千マリ）
  - クモヤ22形 : 22001（大タツ）
  - クモル23形 : 23000（大タツ）
  - クモル24形 : 24013、24021、24022（大タツ）

- 1984年（昭和59年）度
  - クモハ11形 : 11248（西ナハ）
  - クモハ12形 : 12016（西ナハ）、12018（静シス）
  - クモエ21形 : 21004（岡オカ）、21006（西カノ）、21009（静トヨ）

- 1985年（昭和60年）度
  - クモハ12形 : 12051（南フナ）

- 1986年（昭和61年）度
  - クモハ12形 : 12013（南フナ）、12054（静シス）
  - クモエ21形 : 21800（名シン）

- 2006年（平成18年）度
  - クモハ12形 : 12053（横ナハ）

## 譲渡
本節では、1953年改番以降の譲渡車を掲げる。
- クモハ11214 - 上毛電気鉄道デハ222（1967年） → 廃車（1978年）
- クモハ12050 - 富士急行モハ7033（1971年） → 廃車（1983年）
- クハ16013 - 富士急行クハ7063（1971年） → 廃車（1983年）
- サハ17210 - 弘南鉄道サハ1700（1971年） → クハ1700（1984年） → 廃車（1991年）

## 保存

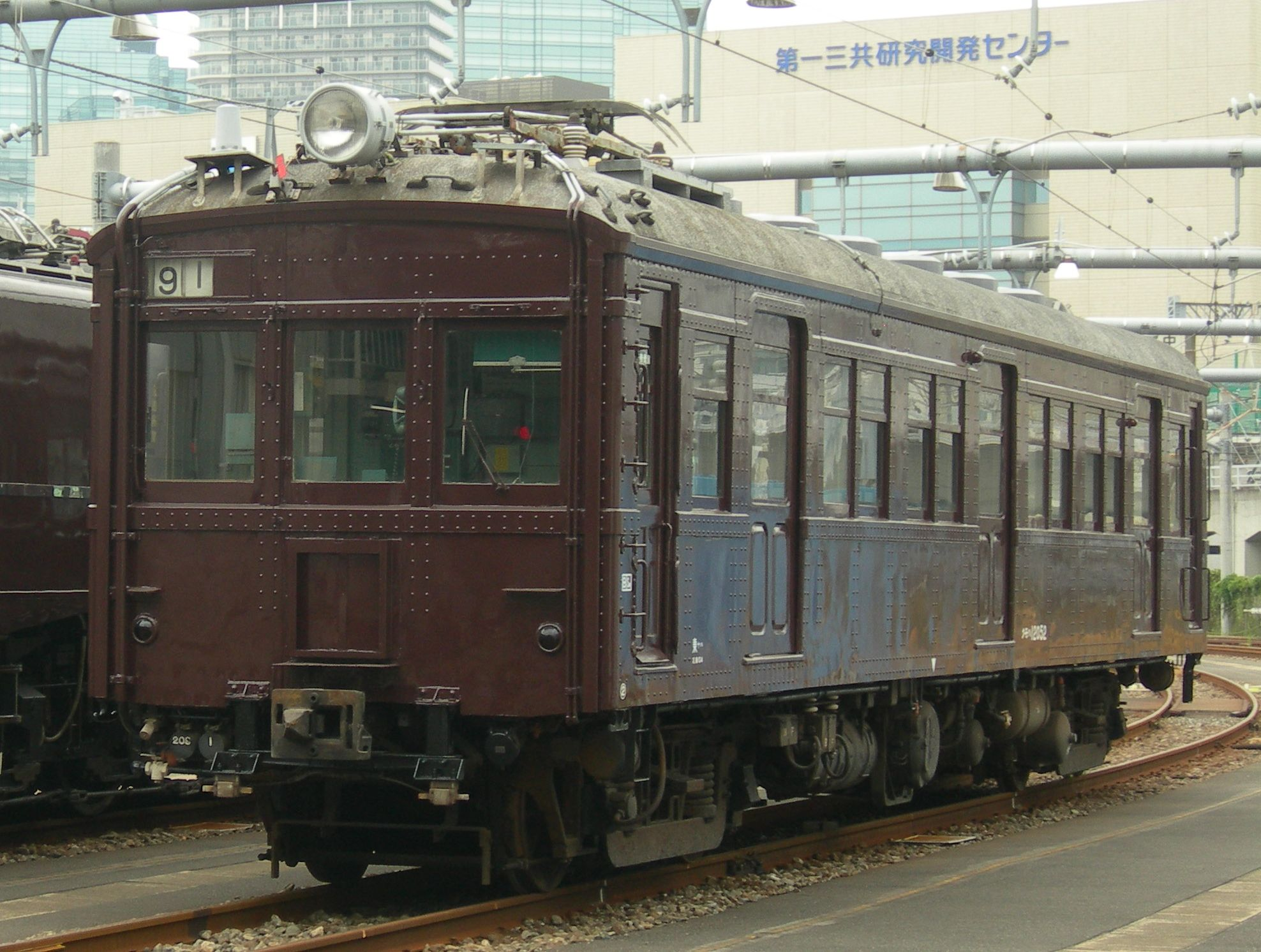
東京総合車両センターで保存されているクモハ12052

JR東日本に引き継がれ1996年3月に運用を離脱したクモハ12052、12053の2両は東京総合車両センターに保管された。クモハ12053は2006年（平成18年）4月2日付で車籍を抹消され、2010年（平成22年）2月下旬に解体された。一方のクモハ12052については、鎌倉車両センター中原支所に車籍を有したまま東京総合車両センターの南修繕場内で引き続き保管され、一般公開イベントにも登場していた。2022年7月には，鉄道開業150周年を記念して外観のレストアや灯具類の整備が行われ、東京総合車両センターで撮影会が実施され、その後も何度か公開の場に姿を見せている。なお車籍は2022年時点でも存在するが、静態保存である。
この他に車籍のないものとしては、神奈川県鎌倉市の旧鎌倉総合車両センター深沢地区（旧大船工場）にクモハ11248が保存されていたが、2013年2月に解体されている。
JR東海では、クモハ12054とクモエ21800が静岡県浜松市の佐久間レールパークで保存されていたが、クモエ21800は展示車両の入換えにともない現地で解体され、クモハ12054はリニア・鉄道館に展示予定のクモヤ90005をモハ63形に復元するため、部品を供出の後解体された。